# Benadir

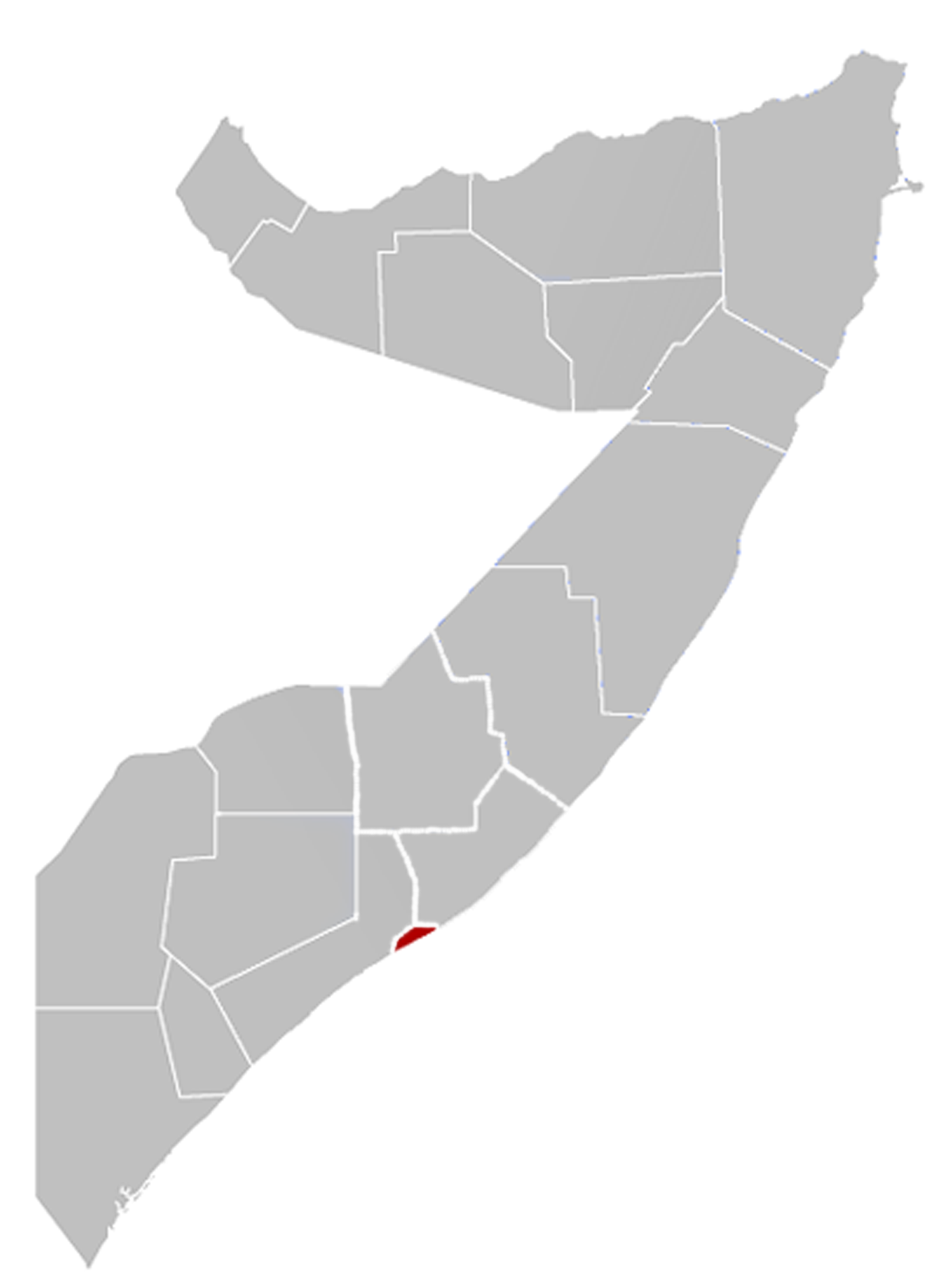
Localisation du Banaadir, région moderne somalienne qui fait partie de l'ancienne région de Benadir.

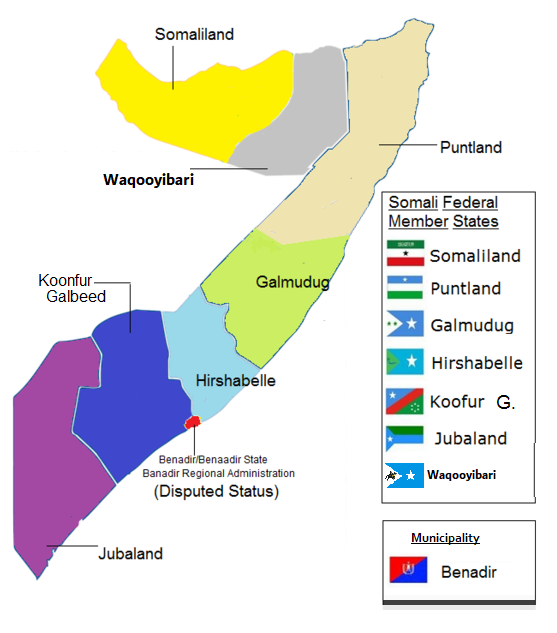
Somalie, début du XXIe siècle

La côte du Benadir (Somali: Banaadir; arabe : بنادر Banādir) est une région côtière somalienne. Elle comprend la plus grande partie de la bande côtière de l'océan Indien, du golfe d'Aden à la rivière Jubba, y compris Mogadiscio. Le nom vient du mot persan bandar signifiant port, ce qui reflète l'importance de la région dans le commerce arabe et perse durant le Moyen Âge européen.
Le sultanat de Mogadiscio, établi le long de cette côte, était régi par des dynasties musulmanes locales. Lorsqu'il passa à Mogadiscio au XVe siècle, Vasco de Gama nota que c'était une grande cité avec des maisons à plusieurs étages, de grands palais en son centre, ainsi que de nombreuses mosquées à minarets cylindriques.
C'est vers cette époque que la ville de Mogadiscio est devenue une “Cité de l'islam”, et a commencé à contrôler le commerce de l'or en Afrique de l'Est pour plusieurs siècles. Au XVIe siècle, Duarte Barbosa remarqua que de nombreux navires du royaume de Cambay, dans l'Inde actuelle, naviguaient vers Mogadiscio avec des tissus et des épices, et qu'ils repartaient avec de l'or, de la cire et de l'ivoire. Il remarqua aussi l'abondance de viande, de blé, d'orge, de chevaux et de fruits sur les marchés côtiers, qui garantissaient une bonne santé aux marchands. Mogadiscio a été aussi le centre d'une industrie textile prospère connue sous le nom de “toob benadir”, destinée notamment au marché égyptien.
Durant les années 1880, l'Italie acquiert divers territoires sur la côte du Benadir auxquels elle impose un protectorat le 3 août 1889. Les Italiens étaient présents depuis 1884 sur la côte, où ils nouaient des liens avec divers chefs de tribu.

### Source
- (en) Cet article est partiellement ou en totalité issu de l’article de Wikipédia en anglais intitulé « Benadir » (voir la liste des auteurs).